# Juan Poveda García
Juan Poveda García (Alacant, 1854 - La Plata, Argentina, 5 de juliol de 1919) fou un advocat i polític valencià, diputat a les Corts Espanyoles durant la restauració borbònica.

## Biografia
Estudià el batxillerat a Alacant i es llicencià en dret a la Universitat de València. El 1869 fou director del diari monàrquic El Eco de Alicante, encara que després simpatitzà amb els republicans d'Eleuterio Maisonnave Cutayar. Advocat de prestigi, a la mort de Maisonnave el 1890 va ingressar en el Partit Conservador sota la protecció de José de Rojas Galiano, marquès de Bosch d'Ares. Fou elegit diputat per Alacant a les eleccions generals espanyoles de 1893, 1896 i 1905, pel districte de Llucena (Castelló de la Plana) a les eleccions generals espanyoles de 1899 i 1901, i pel de Villena a les 1903. Posteriorment fou nomenat senador per Ciudad Real el 1907.
Com a diputat, va donar suport a les corts a la realització d'obres d'infraestructura a la seva circumscripció (construcció de carreteres, instal·lació de telèfon i telègraf, dragat del port d'Alacant, etc.). Quan va morir el marquès del Bosch es va unir a la facció del duc de Tetuán i es va instal·lar a Madrid. Posteriorment va donar suport Antoni Maura i Montaner, però des de 1905 el seu lideratge fou qüestionat i el 1907 es retirà de la política.
- Javier Paniagua Fuentes y J.A. Piqueras. Diccionario Biográfico de Políticos Valencianos, 1810- 2005.  València: Institut Alfons el Magnànim, 2005, p.452. ISBN 9788495484802.